# Arturo Bertuccioli
Arturo Bertuccioli (Pesaro, 27 febbraio 1945) è un ex calciatore e allenatore di calcio italiano, di ruolo mediano o libero.

## Carriera
Paolo Mazza nel 1963 lo portò a Ferrara, proveniente dalla Victoria Pesaro. Vinse lo scudetto Primavera nel 1965. Prima di questo evento aveva già esordito in Serie A, più precisamente il 17 maggio 1964 contro il Bari, squadra avversaria che gli si rivelerà successivamente fatale.
Restò a Ferrara sino al 1969, giocando con i biancoazzurri 66 partite in Serie A e 44 in Serie B, giocando come mediano e anche come libero.

La rosa della SPAL 1964-1965, anno della promozione in Serie A, Bertuccioli è il terzo in ginocchio da sinistra.

È l'autore dell'ultima rete realizzata dagli estensi in massima serie, messa a segno in occasione del successo interno sull'Atalanta del 28 aprile 1968.
Dopo la retrocessione della SPAL in Serie C del 1969, Bertuccioli viene ceduto al Catanzaro e con i calabresi diventa subito protagonista, facendo parte della squadra che, nel 1971 con Seghedoni alla guida, conquisterà per la prima volta nella sua storia la Serie A. Nella gara di andata contro il Bari si infortunò perdendo tutto il girone di ritorno. Tornerà in campo l'anno successivo nella riconquistata massima serie.
Gioca quindi tre campionati in Serie C con il Giulianova e poi un altro ancora con il Benevento prima di abbandonare il calcio professionistico nel 1976 e dedicarsi successivamente alla carriera di allenatore conducendo, fra le altre, il Chieti e il Francavilla (nella stagione 1981-1982, venendo poi sostituido da Lamberto Giorgis).
In seguito ha allenato le formazioni minori del Francavilla assieme al suo ex compagno ai tempi della SPAL Cantagallo.